# West-Galicië
West-Galicië of Nieuw-Galicië (Pools: Galicja Zachodnia of Nowa Galicja, Duits: West-Galizien of Neu-Galizien) was een Oostenrijkse bestuurlijke eenheid van 1795 tot 1803. Het bestond uit de voormalige Polen woiwodschappen  Mazovië, Krakau, Sandomierz en Lublin die Oostenrijk tijdens de Derde Poolse Deling verkreeg. In 1803 werd het samengevoegd met het Koninkrijk Galicië en Lodomerië, dat al sinds 1775 door Oostenrijk bestuurd werd.
In 1809, na de Oostenrijkse nederlaag in de Vijfde Coalitieoorlog, werd West-Galicië aan het Hertogdom Warschau afgestaan. Tijdens het congres van Wenen in 1815 werd het gebied verdeeld tussen Congres-Polen en de onafhankelijke stadstaat Krakau.